# Костел Святої Трійці (Глибоке)

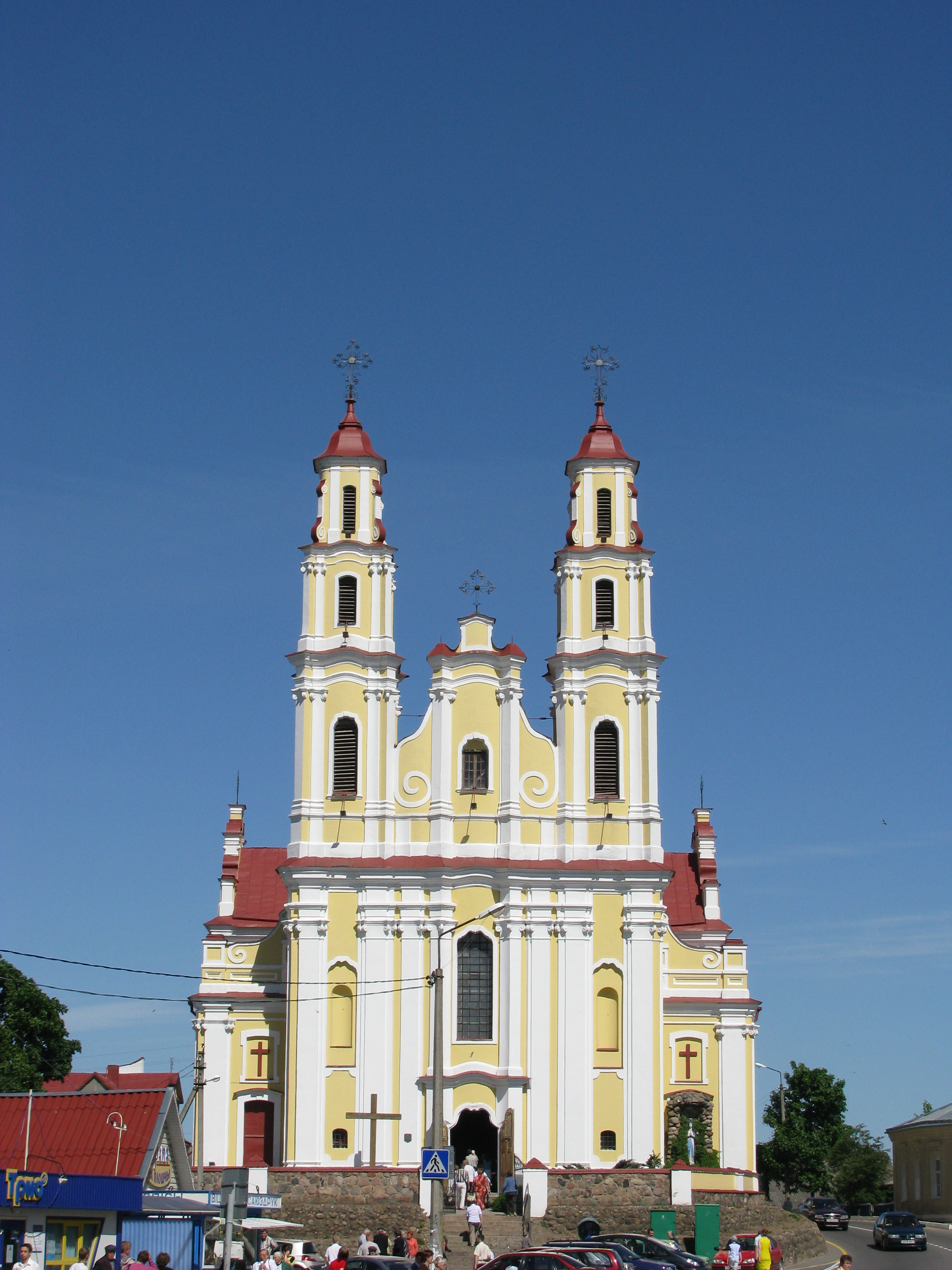
Троїцький костел у Глибокому

Костел Святої Трійці (біл. Касцёл Найсвяцейшай Тройцы) — католицький храм і пам'ятка архітектури в місті Глибоке, Білорусь. Побудований у 1764—1782 роках у стилі бароко, розширений на початку XX століття. Розташований в історичному центрі міста на штучному насипному майданчику.
Адреса: вул. Радянська, 1.
Належить до Глибоцького деканату Вітебського діоцезу (дієцезії). ‎

## Історія
Католицький прихід Святої Трійці в Глибокому заснував у 1628 році воєвода мстиславський Юзеф Корсак, ним же був побудований католицький храм у стилі раннього бароко.
На місці старої з 1764 по 1782 рік звели нову будівлю Костелу Святої Трійці в стилі пізнього бароко.
У 1878 році російська влада закрила в Глибокому монастир кармелітів, а кармелітський храм, ще один католицький храм Глибокого, був перетворений на православну церкву Різдва Богородиці (в цій якості вона використовується дотепер). Троїцький храм залишився єдиним католицьким храмом Глибокого, але оскільки він насилу вміщав усіх прихожан, виникла потреба в його розширенні.
Перебудова храму відбулася в 1902—1908 роках під керівництвом архітектора Ю. Заро. Перебудова залишила незайманим головний фасад XVIII століття, інша частина храму була побудована в псевдобарочному стилі, що імітує віленське бароко. Після розширення однонавна церква перетворилася на тринавну.

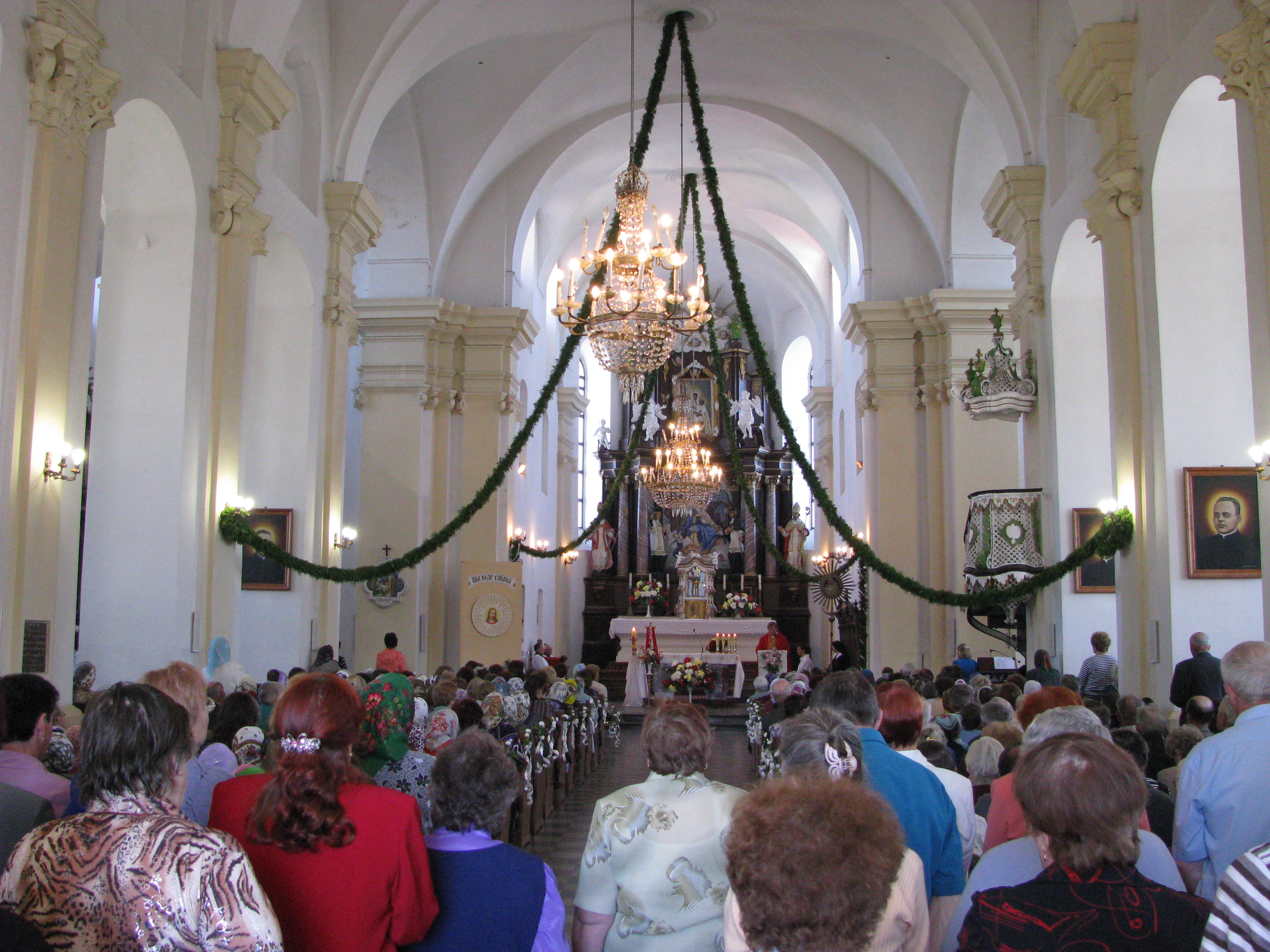
Інтер'єр
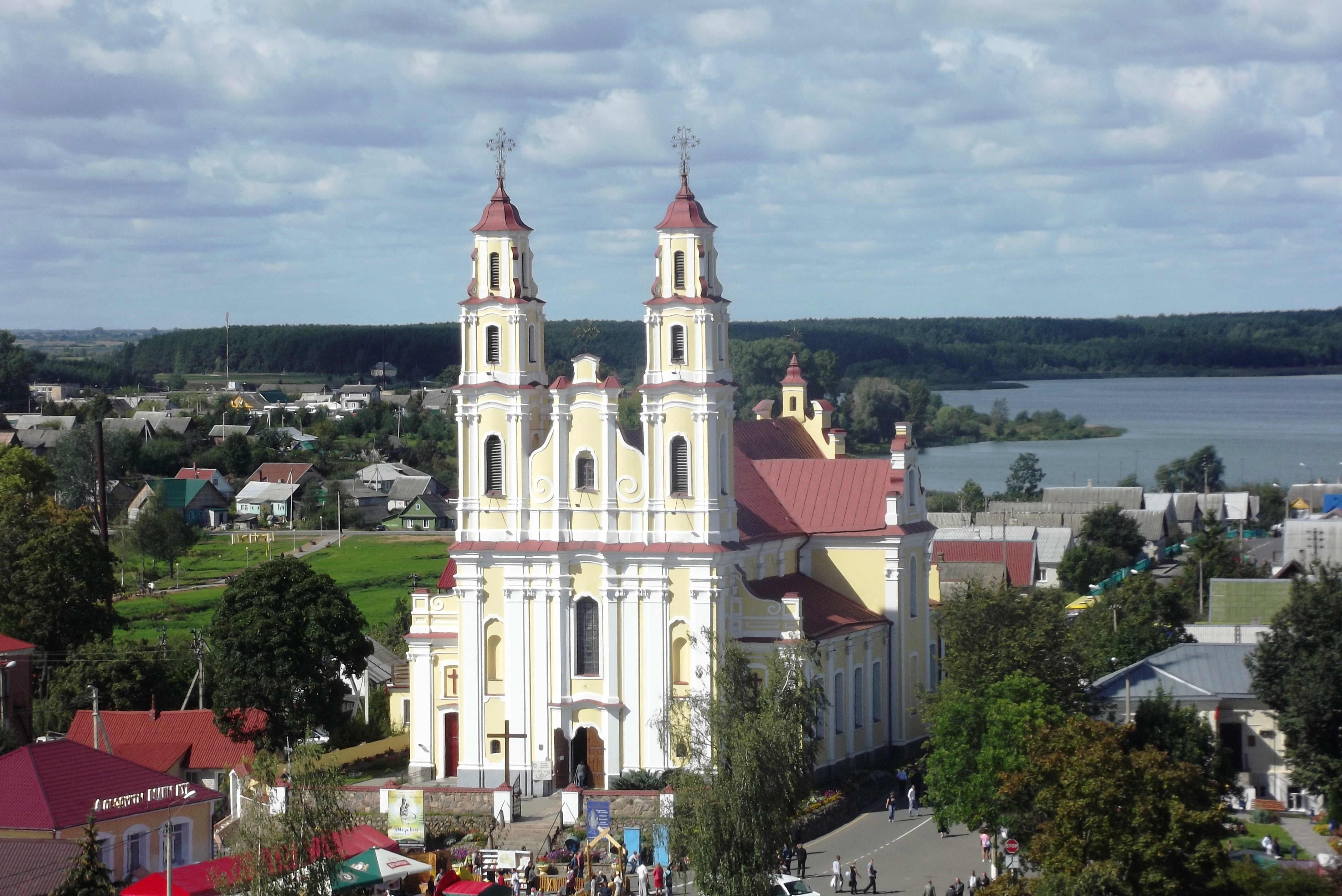
З висоти пташиного польоту